# Heinrich Scheffer

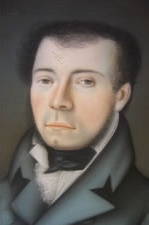
Heinrich Scheffer

W.A. Heinrich Scheffer (* 6. Dezember 1808 in Kirchhain; † 9. Mai 1846 in Kassel) war ein deutscher Schriftsteller und politischer Aktivist.

## Leben
Scheffer war Sohn des österreichischen Offiziers Carl Conrad Scheffer. Er studierte Rechtswissenschaft an der Philipps-Universität Marburg und gehörte 1825 zu den Stiftern des Corps Teutonia Marburg.
Als Philhellene zog er im Frühjahr 1827 in die Griechische Revolution. Nach unruhigen Wanderjahren und weiteren Reisen (1827–1831) kehrte er Ende 1831 nach Hessen zurück; zwischen Mai und September 1832 schloss sich noch eine Reise nach Frankreich an. Seine zweibändigen Wanderjahre (Marburg 1834, s. unten) geben Auskunft über seine Reisen, und wir können seine Aufenthaltsorte nach Scheffers Angaben wie folgt rekonstruieren: Griechenland (Frühjahr 1827), östlicher Mittelmeerraum (Sommer 1827), Italien und Schweiz (Oktober–Dezember 1827), Deutschland (Juli–August 1828), Italien (Oktober–November 1828), Attika (Januar 1829), Westtürkei und Konstantinopel (Februar–März 1829), Bulgarien und Serbien (April–Mai 1829), Wallachei (Mai–Juli 1829), Ungarn (Sommer 1831) und Österreich (Winter 1831). Scheffer reiste teilweise unter großen Strapazen, weil er aus Mangel an Geld zu Fuß unterwegs war.
Nach seiner Rückkehr nach Kirchhain schrieb Scheffer, neben seinem Reisebericht, Novellen und Gedichte. 1832 nahm er am Hambacher Fest teil. Er schloss das Jurastudium nicht ab, promovierte aber an der Universität Jena zum Dr. phil. Seit 1838 Bürgermeister seiner Heimatstadt, wurde er 1839 in die Kurhessische Ständeversammlung berufen. Im November 1839 schrieb ein Korrespondent aus Marburg folgendes über Scheffer: "Unser Belletrist Heinrich Scheffer wohnt noch immer zwei Stunden von hier, in dem Städtchen Kirchhain, und beschäftigt sich hauptsächlich mit Ackerbau. Nebenbei schreibt er aber auch Bücher". Einem anderen Beobachter, der wenige Monate später aus Kassel über die Ständeversammlung berichtete, galt Scheffer als eine "literarische Berühmtheit".
Im Rahmen des Prozesses gegen Sylvester Jordan wurde er 1843 wegen Hochverrats zu 10 Jahren Festungshaft und Amtsenthebung verurteilt. Nach drei Jahren nahm er sich in der Haft das Leben.
Er hinterließ seine Frau Julie Georgine und ein Kind.

## Themen und Stil

### Wanderjahre (1834)
Scheffers ausführlicher und lebhaft geschriebener Bericht über seine Wanderjahre handelt von seinen Reisen in Deutschland (München insbesondere), der Schweiz, Italien (Toskana, Ancona), Griechenland, der Türkei (Smyrna, Konstantinopel), Bulgarien, Serbien, der Wallachei (h. Rumänien), Ungarn und Frankreich (1827 bis 1832). Unterbrochen wird der erzählende Teil durch insgesamt vier Einschübe, die historischen oder kulturhistorischen Charakter haben. Im ersten Teil steht die neueste Geschichte Griechenlands im Mittelpunkt: "Gedrängte Uebersicht der Griechischen Revolution" (I, S. 87 ff.), "Betrachtung und Schilderung der Lage Griechenlands … bis zum Antritt der Herrschaft des neuen Königs" (I, S. 213 ff.). Der zweite Band bietet eine lange Schilderung Konstantinopels ("Die Bilder der Türkenstadt": II, S. 297 ff.) und des südlichen Rumäniens ("Die Wallachei": II, S. 493 ff.). Kurioserweise bezeichnete er seine Reise über den Balkan als "Russenfahrt" (weil er ursprünglich die Absicht hatte, über Odessa nach Russland zu reisen); aus ähnlichem Grund bezeichnete er seine Reise durch Ungarn und die Heimkehr als "Polenfahrt".
Von besonderer Bedeutung sind die Ausführungen über seine Balkanreise (II, S. 372 ff.), die er vom türkischen Edirne (Adrianopel) aus antrat, sowie seine Nachrichten über die Wallachei. In Bezug auf Südosteuropa gehört Scheffers Reisebericht zu den unbekannteren Werken von deutschen Autoren, die sich längere Zeit in der "Europäischen Türkei" und den Donaufürstentümern aufhielten, und ist bis heute nicht ausgewertet oder ausführlich untersucht worden. Es handelt sich um eine zeitgenössische Quelle von außerordentlichem Wert, zumal Scheffer einen wachen Sinn besaß, was sich in seiner Schrift deutlich zeigt. Erwähnenswert auch, dass er sich trotz starker persönlicher Überzeugungen hinsichtlich der kulturellen und politischen Verhältnisse im Osmanischen Reich und in der Wallachei dennoch die Offenheit bewahrte, das von ihm Erlebte ohne übertriebene Wertung zu Papier zu bringen. Allerdings war Scheffer immer der Überzeugung, dass die türkische Herrschaft auf dem Balkan in naher Zukunft enden werde, wonach neue christliche Staaten entstehen würden. Mit dieser Haltung stand Scheffer in den 1830ern Jahren im Gegensatz zu vielen anderen westlichen Beobachtern, die diese Meinung zu diesem Zeitpunkt noch nicht teilten. Einige Passagen seinen Schilderungen erinnern, aufgrund ihrer spätromantischen Prägung, an den Reisebericht des ungleich berühmteren Dichters Alphonse de Lamartine, der nur wenige Jahre nach Scheffer (1833) ebenfalls in der Europäischen Türkei unterwegs war und dessen Reisebericht nur ein Jahr nach Scheffers Wanderjahren erschien.

### Bilder ohne Rahmen (1836)
Die beiden Teile enthalten die drei folgenden Erzählungen: (I) "Der Verstoßene" (II) "Il Carbonaro", "Der Kosmopolit. Ein Fragment".
Ein zeitgenössischer Rezensent war der Meinung, Scheffers Erzählungen "verlieren sich in politische u. kosmopolitische Betrachtungen", die "willkürlich und doch nicht freiwillig abgebrochen u. verkürzt zu seyn" scheinen; dennoch war sein Gesamteindruck "des in seinen kriegerischen Details, einzelnen Schilderungen und politischen Reflextionen warm u. lebendig gehaltenen Buches" positiv. Der Kritiker der Zeitschrift Europa glaubte, im Verfasser "einen gedrückten »mit Vielem in der Gegenwart Zerfallenen« zu erkennen.

### Crayonskizzen (1839)
Der erste Band von Scheffers Crayonskizzen – ein zweiter Band ist nie veröffentlicht worden – enthält zwei Novellen, "Die Chiotin" und "Bojarenleben". Wie die Titel bereits andeuten, verarbeitete Scheffer in ihnen Eindrücke, die er während seiner Reisen in Südosteuropa erhalten hatte (nämlich bezugnehmend auf die Insel Chios sowie die Bojaren der Wallachei). Die Chiotin ist "eine neugriechische Geschichte, wie deren nach Byrons Vorbildern so viele schon in Prosa und Versen wiedergegeben worden sind"; Bojarenleben ist "ein Bild aus der Wallachei, im Mittelpunkt wieder eine bekannte romantische Hauptfigur, die seit Cervantes schon so oft dagewesene schöne Zigeunerin".
Ein anderer zeitgenössischer Rezensent befand, dass beide Erzählungen "voll eigenthümlicher Frische und Lebendigkeit" seien, und weiter: "Die Schilderung von Sitten und Gebräuchen fremder ferner Völker, ihrer Eigenthümlichkeiten und Gewohnheiten, ihres häuslichen und öffentlichen Lebens, sind ganz geeignet, den Leser zu fesseln, zumal der Verfasser auch durch Tiefe, Wahrheit und Innigkeit des Gefühles für sich einzunehmen versteht". Ein weiterer Rezensent lobte: "Alles Mark, alles sprossendes Leben, alles klare, ruhige Anschauung! … Auch Scheffer's Styl ist schön und edel". Insbesondere die Novelle "Die Chiotin" erschien ihm als "ein Gemälde asiatisch- und europäisch-griechischen Lebens". Der Kritiker der Blätter für literarische Unterhaltung traf in Scheffers Novellen auf "geistreiche Ideen, eine Phantasie, die sich dem Düstern zuneigt, lebendige Darstellungsgabe".

## Schriften
- Wanderjahre. 2 Bände. Marburg: N. G. Elwert 1834. Band I: Google. Band II: Google. Durchgehend paginiert. Eine Digitalversion erschien 2010 im Hildesheimer Olms Verlag auf DVD.
- Bilder ohne Rahmen. 2 Teile. Marburg: N. G. Elwert 1836
- Crayonskizzen. Band I. Marburg: N. G. Elwert 1839 (mehr nicht erschienen)